# Il matrimonio per concorso
Il matrimonio per concorso è un'opera teatrale in tre atti in prosa Carlo Goldoni, scritta a Parigi nel giugno del 1763 e messa in scena, con successo, nel novembre seguente nel Teatro San Luca di Venezia. 

## Trama
Parigi. Il veneziano Pandolfo, ex servo divenuto mercante di successo, e la giovane figlia Lisetta, segretamente già impegnata con il locandiere Filippo, alloggiano presso quest'ultimo. Pandolfo desidera sistemare adeguatamente la figlia facendola sposare a una persona degna della sua condizione. Decide perciò di bandire una specie di concorso per il miglior pretendente, pubblicando l'avviso di matrimonio in un giornale. Ne nasceranno una serie di divertenti equivoci.

## Poetica
Pur essendo una commedia palesemente allegra, tipica del periodo parigino dell'autore, in cui gli inganni e gli equivoci sembrano riportare alla Commedia dell'arte,  Il matrimonio per concorso presenta una buona dose di moralismo che l'avvicina alla precedente La buona moglie del 1749.

## Derivazioni
- Il matrimonio per concorso (1813), opera lirica di Giuseppe Farinelli su libretto di Giuseppe Foppa[3]
- Avviso al pubblico (1814), opera lirica di Giuseppe Mosca su libretto di Gaetano Rossi.
- La gazzetta (1816), opera lirica di Gioachino Rossini su libretto di Giuseppe Palomba, rivisto da Andrea Leone Tottola.